# كريستوس ميخائيل
كريستوس ميخائيل (باليونانية: Χρήστος Μιχαήλ)‏ هو لاعب كرة قدم يوناني، ولد في 28 فبراير 1962 في سيرس في اليونان. شارك مع منتخب اليونان لكرة القدم. أما مع النوادي، فقد لعب مع نادي لاريسا ويونيكوس.

## مسيرته الكروية
لعب كريستوس ميخائيل خلال مسيرته الاحترافية مع ناديين في خمسة عشر موسمًا ولم يسجل خلالها أي هدف ضمن 228 مباراة. حيث فاز في موسم واحد بالكأس وفي موسم واحد بالدوري.
خاض كريستوس ميخائيل مسيرته مع نادي لاريسا في موسم 1981–82 في المرة الأولى ليلعب معه ثلاثة عشر موسمًا ثم في موسم 1995–96 لمدة موسم واحد، مشاركًا طوالها في 214 مباراة ولم يسجل أي هدف. ثم انتقل إلى نادي يونيكوس في موسم 1994–95 لمدة موسم واحد، حيث شارك في 14 مباراة ولم يسجل أي هدف أيضًا.

## وصلات خارجية
- كريستوس ميخائيل على موقع قاعدة بيانات كرة القدم.إي يو (الإنجليزية)
- كريستوس ميخائيل على موقع ناشيونال فوتبول تيمز (الإنجليزية)